# استفتاءات مين 2021
استفتاءات مين 2021 تم إجراء استفتاءين على الاقتراع على مستوى الولاية في مين في الولايات المتحدة في عام 2021. أحدهما اقتراح مقدم من مواطن، بينما الآخر هو تعديل مقترح لدستور ولاية ماين مقدم من كونغرس مين في ولاية ماين للتصديق عليه. تم تحديد موعد التصويت في 2 نوفمبر 2021. وهما:
- القيود المفروضة على إنشاء خط الطاقة: يسعى هذا الاقتراح إلى وقف بناء خط الطاقة النظيفة بين كيبيك وماساتشوستس من خلال إلغاء موافقته بأثر رجعي وحظر مثل هذا البناء في منطقة نهر كينبيك العليا. سيتطلب ذلك أيضًا موافقة الهيئة التشريعية على إنشاء خطوط كهرباء أخرى في أماكن أخرى في ولاية ماين، بما في ذلك التصويت بنسبة 2/3 إذا كان هذا البناء سيحدث على أرض عامة.
- تعديل السيادة الغذائية: سيعلن هذا التعديل الدستوري المقترح أن للأفراد «حقًا طبيعيًا وأصيلًا وغير قابل للتصرف في زراعة وتربية وحصاد وإنتاج واستهلاك الطعام الذي يختارونه بأنفسهم من أجل تغذيتهم وإعالتهم وصحتهم الجسدية ورفاههم».[2]